# 호소카와 오키모토

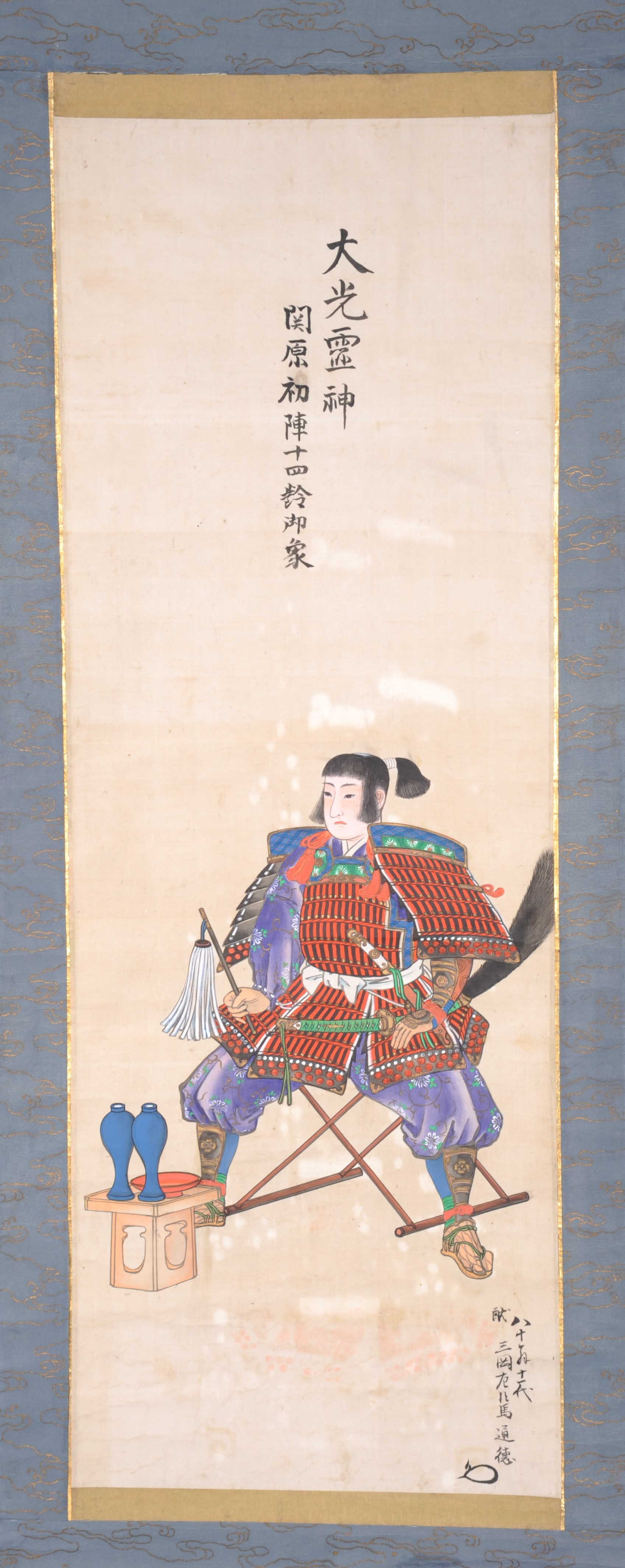
호소카와 오키모토

호소카와 오키모토(일본어: 細川興元, 1566년 ~ 1619년)는 아즈치모모야마 시대의 무장이다. 에도 시대에는 시모쓰케 모테기번주, 히타치 야타베 번 초대 번주를 지냈다. 히타치 야타베 호소카와 가(常陸谷田部細川家) 시조.
호소카와 유사이의 차남으로 태어났으며 본명은 호소카와 마사오키(細川昌興)이다.
|  | 제1대 야타베 호소카와 가문 당주 | 후임 호소카와 오키마사 |

|  | 모테기번 번주 (야타베 호소카와 가문) 1610년 ~ 1616년 | 후임 번청을 야타베로 이전(호소카와 오키쓰라) |

|  | 제1대 야타베 번 번주 (야타베 호소카와 가문) 1616년 ~ 1619년 | 후임 호소카와 오키마사 |